# Forteresse de Doboj
La forteresse de Doboj se trouve en Bosnie-Herzégovine, à Doboj et sur le territoire de la ville de Doboj. Elle remonte au Moyen Âge et est inscrite sur la liste des monuments nationaux de Bosnie-Herzégovine.

## Description

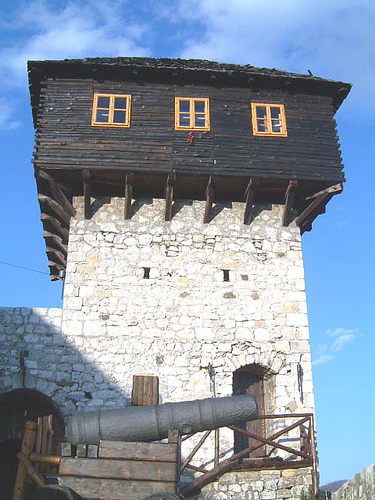
Détail d'une tour de la forteresse.